# Mistrovství světa v alpském lyžování 2015 – superkombinace mužů
Superkombinace mužů na Mistrovství světa v alpském lyžování 2015 se konala na beavercreeské sjezdovce Birds of Prey v neděli 8. února 2015 jako třetí mužský závod šampionátu. Zahájení sjezdu proběhlo ve 10:00 hodin a druhá slalomová část odstartovala ve 14.15 hodin místního času. Závodu se zúčastnilo 47 závodníků z 21 zemí.
Obhájcem vítězství byl americký lyžař Ted Ligety. Úřadujícího olympijského vítěze v této disciplíně ze sočských her představoval Švýcar Sandro Viletta, jenž se závodu neúčastnil. 
Mistrem světa se stal rakouský reprezentant Marcel Hirscher, který na světových šampionátech získal třetí titul mistra světa a čtvrtou medaili. Stříbrnou medaili vybojoval vítěz sjezdové části Kjetil Jansrud z Norska, pro nějž se jednalo o první medailový kov z této akce. Bronz si odvezl, vítěz sjezdové části, Americký lyžař Ted Ligety, který se tak podruhé umístil třetím místě v mistrovstvích světa a doplnil sbírku čtyř zlatých a jednoho bronzu. Nejvíce favorizovaný Francouz Alexis Pinturault obsadil pátou příčku se ztrátou jedenácti setin sekundy na medaili.
Český lyžař Ondřej Bank utrpěl těžký pád na posledním skoku sjezdu a vleže proťal cílový prostor. Časomíra jej po prvním kole klasifikovala na 25. místě, jako nejrychlejšího z Čechů. Před druhým kolem jej jury diskvalifikovala a díky tomu se do elitní třicítky posunul pozdější mistr světa Hirscher, jemuž původně patřila 31. příčka. Do slalomu se tak rozjel jako první a neporušenou trať využil k nejrychlejšímu času, který mu v závodu zajistil celkové prvenství. K této shodě okolností následně uvedl: „Bylo to hloupý štěstí. Kdybych zajel sjezd o půl sekundy rychleji, tak bych na medaili vůbec nedosáhl.“ Bank byl po pádu v bezvědomí, utrpěl otřes mozku, tržnou ránu v obličeji i výron kotníku.

## Medailisté
| Zlato   | Zlato                    | Stříbro | Stříbro               | Bronz   | Bronz                             |
| ------- | ------------------------ | ------- | --------------------- | ------- | --------------------------------- |
| Portrét | Marcel Hirscher Rakousko | Portrét | Kjetil Jansrud Norsko | Portrét | Ted Ligety Spojené státy americké |

## Výsledky
| Pořadí | č. | závodník                       | stát        | sjezd   | poř. | slalom  | poř. | celkem  | ztráta |
| --- | -- | ------------------------------ | ----------- | ------- | ---- | ------- | ---- | ------- | ------ |
| 1. | 9  | Marcel Hirscher                | Rakousko    | 1:46.17 | 30   | 49.93   | 1    | 2:36.10 |        |
| 2. | 13 | Kjetil Jansrud                 | Norsko      | 1:43.01 | 1    | 53.28   | 17   | 2:36.29 | +0.19  |
| 3. | 20 | Ted Ligety                     | USA         | 1:46.04 | 29   | 50.36   | 2    | 2:36.40 | +0.30  |
| 4. | 12 | Romed Baumann                  | Rakousko    | 1:43.70 | 4    | 52.78   | 16   | 2:36.48 | +0.38  |
| 5. | 21 | Alexis Pinturault              | Francie     | 1:45.65 | 23   | 50.86   | 3    | 2:36.51 | +0.41  |
| 6. | 22 | Carlo Janka                    | Švýcarsko   | 1:44.18 | 6    | 52.62   | 14   | 2:36.80 | +0.70  |
| 7. | 23 | Andreas Romar                  | Finsko      | 1:44.96 | 18   | 51.97   | 5    | 2:36.93 | +0.83  |
| 8. | 39 | Aleksander Aamodt Kilde        | Norsko      | 1:44.53 | 11   | 52.43   | 12   | 2:36.96 | +0.86  |
| 9. | 10 | Thomas Mermillod Blondin       | Francie     | 1:44.89 | 16   | 52.10   | 8    | 2:36.99 | +0.89  |
| 10. | 25 | Dominik Paris                  | Itálie      | 1:44.75 | 14   | 52.38   | 11   | 2:37.13 | +1.03  |
| 11. | 8  | Matthias Mayer                 | Rakousko    | 1:43.75 | 5    | 53.39   | 19   | 2:37.14 | +1.04  |
| 12. | 17 | Ivica Kostelić                 | Chorvatsko  | 1:46.03 | 28   | 51.12   | 4    | 2:37.15 | +1.05  |
| 13. | 11 | Mauro Caviezel                 | Švýcarsko   | 1:44.92 | 17   | 52.25   | 10   | 2:37.17 | +1.07  |
| 14. | 29 | Beat Feuz                      | Švýcarsko   | 1:43.10 | 2    | 54.37   | 29   | 2:37.27 | +1.17  |
| 15. | 4  | Silvan Zurbriggen              | Švýcarsko   | 1:45.24 | 22   | 52.05   | 7    | 2:37.29 | +1.19  |
| 16. | 2  | Klemen Kosi                    | Slovinsko   | 1:45.18 | 20   | 52.58   | 13   | 2:37.76 | +1.66  |
| 17. | 24 | Tim Jitloff                    | USA         | 1:46.01 | 28   | 52.12   | 9    | 2:38.13 | +2.03  |
| 18. | 14 | Christof Innerhofer            | Itálie      | 1:44.31 | 8    | 53.99   | 24   | 2:38.30 | +2.20  |
| 19. | 15 | Adam Žampa                     | Slovensko   | 1:46.37 | 33   | 51.97   | 5    | 2:38.34 | +2.24  |
| 20. | 3  | Martin Cater                   | Slovinsko   | 1:44.74 | 13   | 53.63   | 21   | 2:38.37 | +2.27  |
| 21. | 38 | Steven Nyman                   | USA         | 1:44.64 | 12   | 53.89   | 23   | 2:38.53 | +2.43  |
| 22. | 6  | Andrew Weibrecht               | USA         | 1:44.31 | 8    | 54.26   | 27   | 2:38.57 | +2.47  |
| 23. | 34 | Andreas Sander                 | Německo     | 1:44.28 | 7    | 55.01   | 32   | 2:39.29 | +3.19  |
| 24. | 33 | Pavel Trichičev                | Rusko       | 1:46.23 | 32   | 53.30   | 18   | 2:39.33 | +3.23  |
| 25. | 27 | Josef Ferstl                   | Německo     | 1:45.21 | 21   | 54.34   | 28   | 2:39.55 | +3.45  |
| 26. | 30 | Kryštof Krýzl                  | Česko       | 1:47.02 | 38   | 52.74   | 15   | 2:39.76 | +3.66  |
| 27. | 1  | Maciej Bydliński               | Polsko      | 1:46.42 | 34   | 54.12   | 25   | 2:40.54 | +4.44  |
| 28. | 42 | Max Ullrich                    | Chorvatsko  | 1:46.55 | 35   | 54.73   | 30   | 2:41.28 | +5.18  |
| 29. | 5  | Jared Goldberg                 | USA         | 1:43.69 | 3    | 57.63   | 37   | 2:41.32 | +5.22  |
| 30. | 26 | Martin Vráblík                 | Česko       | 1:48.41 | 40   | 53.63   | 21   | 2:42.04 | +5.94  |
| 31. | 48 | Christoffer Faarup             | Dánsko      | 1:46.94 | 37   | 56.03   | 33   | 2:42.97 | +6.87  |
| 32. | 7  | Matteo Marsaglia               | Itálie      | 1:44.76 | 15   | 58.47   | 38   | 2:43.23 | +7.13  |
| 32. | 45 | Henrik von Appen               | Chile       | 1:46.86 | 36   | 56.37   | 36   | 2:43.23 | +7.13  |
| 34. | 44 | Arnaud Alessandria             | Monako      | 1:47.45 | 39   | 56.03   | 33   | 2:43.48 | +7.38  |
| 35. | 31 | Cristian Javier Simari Birkner | Argentina   | 1:49.82 | 43   | 54.14   | 26   | 2:43.96 | +7.86  |
| 36. | 36 | Istok Rodeš                    | Chorvatsko  | 1:50.73 | 46   | 53.56   | 20   | 2:44.29 | +8.19  |
| 37. | 41 | Willis Feasey                  | Nový Zéland | 1:48.71 | 41   | 56.03   | 35   | 2:44.74 | +8.64  |
| 38. | 28 | Maxence Muzaton                | Francie     | 1:44.50 | 10   | 1:00.83 | 39   | 2:45.33 | +9.23  |
| 39. | 46 | Andreas Žampa                  | Slovensko   | 1:50.58 | 45   | 54.91   | 31   | 2:45.49 | +9.39  |
| | 18 | Natko Zrnčić-Dim               | Chorvatsko  | 1:45.72 | 24   | DNF     |      |         |        |
| | 32 | Morgan Pridy                   | Kanada      | 1:45.14 | 19   | DNF     |      |         |        |
| | 35 | Otmar Striedinger              | Rakousko    | 1:45.92 | 25   | DNF     |      |         |        |
| | 40 | Igor Zakurdajev                | Kazachstán  | 1:49.80 | 42   | DNF     |      | 9:99.99 |        |
| | 43 | Nick Prebble                   | Nový Zéland | 1:50.11 | 44   | DNF     |      | 9:99.99 | +99.99 |
| | 37 | Boštjan Kline                  | Slovinsko   | 1:45.99 | 26   | DQ      |      | 9:99.99 | +99.99 |
| | 47 | Marvin van Heek                | Nizozemsko  | DNS     |      | 99.99   |      | 9:99.99 | +99.99 |
| | 49 | Ioan Valeriu Achiriloaie       | Rumunsko    | DNS     |      | 99.99   |      | 9:99.99 | +99.99 |
| | 16 | Victor Muffat-Jeandet          | Francie     | DNF     |      | 99.99   |      | 9:99.99 | +99.99 |
| | 19 | Ondřej Bank                    | Česko       | DQ      |      | 99.99   |      | 9:99.99 | +99.99 |
| č. – startovní číslo závodníka, DQ – diskvalifikace, DNS – závodník nenastoupil na start, DNF – závodník nedojel do cíle. |    |                                |             |         |      |         |      |         |        |